# Де Стефано, Джорджо
Джорджо Кармело Де Стефано (итал. Giorgio Carmelo De Stefano; 15 июля 1941, Реджо-ди-Калабрия, Италия — 7 ноября 1977, Санто-Стефано-ин-Аспромонте, Италия) — итальянский криминальный деятель и влиятельный босс ндрангеты, преступной организации мафиозного типа в Калабрии (южная Италия). Вместе со своими братьями Паоло, Джованни и Орацио он стоял во главе ндрины Де Стефано.

## Возвышение
Джорджо Де Стефано, будучи капобастоне ндрины Де Стефано, был одной из центральной фигур в так называемой «первой войны ндрангеты», длившейся с 1974 по 1976 год. Будучи в союзе с братьями Пиромалли, он конфликтовал со «старыми» боссами ндрангеты — Антонио Макри и Доменико Триподо. Последний ранее был боссом братьев Де Стефано, которым под началом Джорджо удалось вырваться из-под власти Триподо и возвыситься до самой влиятельной преступной семьи в Реджо-ди-Калабрии. Во время этого конфликта Джорджо пережил покушение, совершённое на него киллером Триподо в баре Roof Garden в Реджо-ди-Калабрии. Но в результате этого нападения погиб его брат Джованни. Триподо позднее был убит в тюрьме людьми, верными боссу каморры Раффаэле Кутоло и действовавшими по заказу братьев Де Стефано.
Джорджо Де Стефано вышел победителем из первой войны ндрангеты, жертвами которой стали 233 человека. Начался новый период в истории ндрангеты, отмеченный прежде всего появлением новых прибыльным сфер деятельности (прежде всего наркоторговли) и связей с представителями политического мира и институциой, а также созданием «Ла Санты», тайного общества внутри самой ндрангеты, созданного в начале 1970-х годов для максимального усиления власти самых влиятельных боссов и в то же время обеспечения их невидимости для социума. «Ла Санта» позволила боссам ндрангеты заключать выгодные государственные контракты.

## Низвержение
После окончания криминальной войны Джорджио Де Стефано стал чрезвычайно влиятельной и сильной фигурой в преступном мире. Так, среди прочих, он имел связи с коза нострой, политиками, неофашистскими террористами, и постоянно увеличивал степень своего влияния. Другие ндрины начали опасаться за свой бизнес и поэтому решили убить его. Вымогая взятку у строительного подрядчика, уже находившегося под защитой Пиромалли, Де Стефано совершил sgarro (оскорбление чести и авторитета криминального авторитета).
7 ноября 1977 года Джорджио Де Стефано заманили на якобы встречу на Санто-Стефано-ин-Аспромонте, где его убил простой боевик Джузеппе Сурачи, которого, в свою очередь, позднее за это убили в отместку. Голову Сурачи преподнесли на серебряном блюде брату Джорджо Паоло Де Стефано, чтобы смягчить его гнев. Боссы ндрангеты Джузеппе Пиромалли и Рокко Мусолино были обвинены в убийстве Джорджо Де Стефано, но в итоге были оправданы за отсутствием доказательств.